# Robert George Wardlaw-Ramsay
Robert George Wardlaw-Ramsay (Whitehill in graafschap Midlothian, Schotland,  25 januari 1852 – Schotland,  22 april 1921) was een Britse legerofficier en natuuronderzoeker, vooral ornitholoog.
Wardlaw-Ramsay trad in 1871 in dienst van het Britse leger in Brits Indië. Hij was gelegerd in India, Afghanistan, Myanmar en de Andamanen. Hij raakte betrokken bij de Tweede Brits-Afghaanse Oorlog in 1878.
Vanaf zijn jeugd was hij in vogels geïnteresseerd. In 1872 werd hij gekozen tot lid van de  British Ornithologists' Union. In zijn diensttijd in Zuid-Azië leverde hij belangrijke bijdragen aan de studie van de plaatselijke avifauna. Hij correspondeerde met andere vogelkundigen en veel van zijn waarnemingen werden gepubliceerd door Allan Octavian Hume in het tijdschrift Stray Feathers.
In 1882 verliet hij de militaire dienst (eindrang kolonel) en verbleef in het Schotse Midlothian waar hij in 1901 benoemd werd tot Deputy Lieutenant. Tussen 1913 en 1918 was hij voorzitter van de British Ornithologists' Union. Verder was hij fellow van de Zoological Society of London. Zijn moeder was de dochter van de achtste markies van Tweeddale en hij is daardoor de neef van de vogelkundige Arthur Hay (de negende Markies van Tweeddale). In 1878 erft hij diens collecties van 20.000 balgen die hij later schenkt aan het British Museum. Hij redigeerde ook de publicaties van Arthur Hay en was in zijn laatste jaren bezig met het schrijven van A Guide to the birds of Europe and North Africa. Dit werk werd postuum gepubliceerd.
Wardlaw-Ramsay is de soortauteur van tien vogelsoorten waaronder de reuzenboomklever (Sitta magna) en Bocks sperwerkoekoek (Hierococcyx bocki).
- Bibsys: 1576136030797
- Gemeinsame Normdatei: 1174715022
- Nederlandse Thesaurus van Auteursnamen: 307218295
- Réseau des bibliothèques de Suisse occidentale: 02-A003958297
- Virtual International Authority File: 287533348
- WorldCat: E39PBJvXhvQCD8QytxmCtqJqwC